# Frigga
Frigga là một chi nhện trong họ Salticidae.